# Overground
Cet article concerne groupe allemand. Pour le transport en commun londonien, voir London Overground.
Overground était un groupe allemand. Il a remporté la troisième saison de Popstars en Allemagne.

## Singles
| Année | Chanson                                           | Positions en Charts | Positions en Charts | Positions en Charts | Album     |
| Année | Chanson                                           | DE                  | AT                  | CH                  | Album     |
| ----- | ------------------------------------------------- | ------------------- | ------------------- | ------------------- | --------- |
| 2003  | "I Wanna Sex You Up"                              | -                   | -                   | -                   | It's Done |
| 2003  | "Schick mir 'nen Engel"                           | 1                   | 1                   | 1                   | It's Done |
| 2004  | "Der letzte Stern"                                | 9                   | 30                  | 27                  | It's Done |
| 2004  | "Aus und Vorbei"                                  | 10                  | 39                  | –                   | 2. OG     |
| 2004  | "This Is How We Do It" (featuring Montell Jordan) | 19                  | 53                  | -                   | 2. OG     |
| 2005  | "Hass mich"                                       | 35                  | -                   | -                   | -         |
|       |                                                   |                     |                     |                     |           |

## Albums
- 2003: It's Done!
- 2004: 2. OG